# Pieczęć Nowego Jorku

Pieczęć Nowego Jorku

Pieczęć Nowego Jorku w jej obecnym kształcie została ustanowiona w 1686. Napis umieszczony w otoku brzmi "SIGILLUM CIVITATIS NOVI EBORACI", co oznacza "Pieczęć miasta Nowy Jork". "Eboracum" to rzymska nazwa Yorku, tytularnej siedziby młodszego syna króla Wielkiej Brytanii od czasów Jakuba II Stuarta. Pośrodku pieczęci widnieje herb Nowego Jorku, przedstawiający cztery skrzydła wiatraka, po jego bokach dwie beczki, nad i pod osią mechanizmu wiatraka dwa bobry. Symbole herbowe nawiązują do historii miasta: wiatrak do jego holenderskich korzeni jako Nowego Amsterdamu, bobry i beczki (z mąką) symbolizują towary, którymi handlowano na początku historii Nowego Jorku. Trzymaczami herbu są Indianin i biały kolonista, co ma symbolizować jedność mieszkańców bez względu na kolor skóry. Klejnotem herbowym jest orzeł amerykański. Data umieszczona w podstawie herbu, 1625, jest datą założenia miasta.